# Teixidor gegant
El teixidor gegant (Ploceus grandis) és un ocell de la família dels ploceids (Ploceidae).

## Hàbitat i distribució
Habita les sabanes i boscos de l'illa de São Tomé, al golf de Guinea.